# Palacio de Justicia del Condado de Union
El Palacio de Justicia del Condado de Union es el palacio de justicia del Condado de Union (Estados Unidos). Está ubicado en la sede de condado, la ciudad de Elizabeth. El edificio es de estilo neoclásico y fue terminado en 1931. Con 17, 73 m de altura es el más alto de la ciudad. Es una propiedad contribuidora al distrito histórico de Mid-Town. Tiene una torre de 17 pisos diseñado por el arquitecto Oakley and Son, que se completó en 1931. El complejo incluye una inmueble de 3 pisos, un edificio anexo de 7 pisos (construido en 1927), un edificio anexo de 5 pisos (construido en 1964) y un edificio de sala de audiencias de 8 pisos (1932).  Desde mayo de 2015, los halcones peregrinos anidan en el juzgado.

## Edificio anterior
Los arquitectos Ackerman y Ross diseñaron un edificio anterior del palacio de justicia. En mayo de 1905, según un periódico, "El trabajo de grabar dos tablillas en la entrada de mármol del nuevo palacio de justicia está en progreso. La tablilla de la derecha dirá 'El juzgado del condado de Union comenzó en febrero de 1903; Terminado en abril de 1905... Arquitectos, Ackerman & Ross..." 